# 2020年7月逝世人物列表
2020年逝世人物列表：1月 - 2月 - 3月 - 4月 - 5月 - 6月 - 7月 - 8月 - 9月 - 10月 - 11月 - 12月
2020年7月逝世人物列表，是用于汇总2020年7月期间逝世人物的列表。

## 依日期排序

### 31日
- 尤里·萨文科（俄語：Юрий Савенко），59岁，俄罗斯政治人物，加里宁格勒市长（1998年－2007年）。[1]
- 姚忠在，69岁，新加坡作家，联合早报专栏作家。[2]
- 迈克·盖尔（英語：Mike Gale），70岁，美国职业篮球运动员。[3]
- 穆萨·叶尔尼亚佐夫，72岁，乌兹别克斯坦政治人物，死於2019冠狀病毒病。[4]
- 亞倫·帕克爵士（英語：Sir Alan Parker），76岁，英國電影導演。[5]
- 伊戈尔·萨沃利斯基（俄語：Игорь Савольский），77岁，俄罗斯外交官，前驻匈牙利（2006年－2009年）、捷克（2000年－2004年）大使。[6]
- 欧塞维奥·莱亚尔（西班牙語：Eusebio Leal），77岁，古巴历史学家。[7]
- 李云汉，79岁，中国政治人物，西安市政协原副主席、市委统战部原部长。[8]
- 石貝波，80岁，前中華民國空軍上校，曾參與臺灣海峽上空至今最後一場空戰113空戰，亦是臺灣目前最後一位逝世並曾撃落敵機的飛官，代表中華民國空軍的英雄世代正式走入歷史。[9]
- 刘其宽，90岁，中国政治人物，民盟洛阳市委原主委，洛阳市政协原副主席。[10]
- 米奥德拉格·日夫科维奇，92岁，南斯拉夫及塞尔维亚雕塑家。[11]

### 30日
- 馬利克·B（Malik Abdul Basit），47歲，美國饒舌歌手，饒舌組合The Roots成員[12][13]。
- 张光，56岁，中国政治人物，广东省英德市政协主席。[14]
- 赫尔曼·凯恩（英語：Herman Cain），74岁，美国政治人物，2012年共和党总统候选人，死於2019冠狀病毒病。[15]
- 王曉波，77歲，台灣哲學家，曾任教國立台灣大學哲學系及世界新聞專科學校，海峽評論出版社創辦人，肺積水病逝。[16]
- 霍宗义，86岁，中国企业人物，全国劳动模范，第七届、第八届全国人大代表。[17]
- 诺埃尔·罗斯（英語：Noel Rose），92岁，美国免疫学家。[18]
- 李影，95岁，中国政治人物，原对外经济贸易部地区政策一局副局长。[19]
- 屈野，95岁，中国拉祜族法学家，云南大学教授。[20]
- 李登輝，97歲，台灣政治家，曾任中華民國第七任繼任總統、第八、九任總統、第七任副總統、中國國民黨主席、第十一任臺灣省政府主席、第四任臺北市市長，也是中華民國首位民選總統[21]。

### 29日
- 包保根，57岁，中国政治人物，浙江省卫生健康委员会副主任。[22]
- 萨尔科·布克瓦雷维奇（英语：Salko Bukvarević），57歲，波士尼亞與赫塞哥維納政治人物，死於2019冠狀病毒病。[23]
- 佩蘭斯·希里（英语：Perrance Shiri），65歲，津巴布韋政治人物，土地、農業和農村重新安置部長（2017年起），空軍司令（1992年－2017年），死於2019冠狀病毒病。[24]
- 田青，66岁，中国染织艺术设计师，清华大学美术学院教授。[25]
- 埃尔南·平托（西班牙語：Hernán Pinto），67岁，智利政治人物，瓦尔帕莱索市长（1990年－2004年），死於2019冠狀病毒病。[26]
- 谢赫·穆罕默德·努尔·哈克（英语：Sheikh Md. Nurul Haque），79歲，孟加拉國政治人物，國民議會議員（1991年－2001年、2014年－2019年），死於2019冠狀病毒病。[27]
- 李华钰，88岁，中国马克思主义哲学家，南京大学哲学系教授。[28]
- 张凤珠，90岁，中国作家，中国作家杂志社原副主编。[29]
- 邓时忠，90岁，中国政治人物，广西大学原党委副书记、纪委书记。[30]
- 阿尔班·夏朗东（法語：Albin Chalandon），100岁，法国政治人物，前司法部长（1986年－1988年）。[31]
- 衣笠道雄（日語：衣笠 道雄），年龄不详，日本动画作曲家，《梦想歌》的作者。[32]

### 28日
- 吴德兰，55岁，中国物理教师，云南昭通学院副教授，中国农工民主党党员，遇袭身亡。[33]
- 佘鲁林，63岁，中国企业家，国药集团原总经理。[34]
- 毛鑄倫，72岁，台湾学者，《中华杂志》原总编辑，中國統一聯盟原主席。[35]
- 瑞斯·薛恩菲德（英语：Reese Schonfeld），88歲，美國資深媒體人、有線電視新聞網（CNN）共同創辦人。[36]
- 沈力，87岁，中华人民共和国第一位电视播音员，第一位电视专栏节目主持人。[37]
- 何塞·路易斯·加西亚·费雷罗（西班牙語：José Luis García Ferrero），90岁，西班牙兽医，农业、渔业与食品大臣（1982年）。[38]
- 羊汉，91岁，中国诗人，原常州舣舟诗社社长、常州教育学院副院长。[39]
- 斯坦尼斯拉夫·库切拉（波蘭語：Stanisław Kuczera），92岁，波兰、苏联及俄罗斯汉学家，《周礼》的俄文全译本译者。[40]
- 许耀铭，92岁，中国流体传动及控制领域专家，哈尔滨工业大学教授。[41]
- 保罗·莫兰（法語：Paul Morin），96岁，法国政治人物，布雷斯地区布尔格市长（1989年－1995年）。[42]

### 27日
- 杨永明，57岁，中国工程力学专家，复旦大学副教授。[43]
- 何德思，59岁，中国政治人物，广州市港务局副局长。[44]
- 欧文·阿瑟（英语：Owen Arthur），70歲，巴貝多政治人物，前總理（1994年－2008年）。[45]
- 拉尔斯-约兰·卡尔松（瑞典語：Lars-Göran Carlsson），71岁，瑞典射击运动员。[46]
- 肖增烈，82岁，中国指掌画家，萍乡市文联原副主席。[47]
- 杨汉果，85岁，中国钢琴家，四川音乐学院教授、钢琴系原系主任。[48]
- 罗艺军，93岁，中国电影理论家、评论家。[49]
- 罗立洲，98岁，中国政治人物，湖南省株洲市政协原副主席（1983年－1986年），罗学瓒之子。[50]
- 庄炎林，98岁，中国政治人物，中华全国归国华侨联合会原主席（1989年－1994年）。[51]
- 田光涛，99岁，中国政治人物，中国农工民主党中央委员会原副主席，第七、八届全国政协常委。[52]

### 26日
- 阿兰·卡舍（法語：Alain Cacheux），72岁，法国政治人物，前国民议会议员。[53]
- 約翰·威克斯（英語：John Weeks），79岁，美国经济学家。[54]
- 弗朗西斯科·弗鲁托斯（西班牙語：Francesc Frutos），80岁，西班牙政治人物，西班牙共产党总书记（1998年－2009年）。[55]
- 杨鸿年，86岁，中国指挥家，北京爱乐合唱团创始人。[56]
- 赖传祥，89岁，中国逻辑学家，中南财经政法大学法学院教授。[57]
- 比尔·英格利希（英语：Bill English (computer engineer)），91歲，美国IT工程师，電腦滑鼠的發明者之一（1963年）。[58]
- 汉斯-约亨·福格尔（德語：Hans-Jochen Vogel），94岁，德国政治人物，西柏林市长（1981年）、慕尼黑市长（1960年－1972年）。[59]
- 刘远修，96岁，中国政治人物，原广西壮族自治区广播电视厅厅长。[60]
- 女爵士（英語：Dame Olivia de Havilland），104歲，英籍美國女演員（《亂世佳人》），1946年及1949年分別憑電影《風流種子》和《女繼承者》兩奪奧斯卡最佳女主角獎。[61]

### 25日
- 安迪·卡特赖特（俄語：Энди Картрайт），29岁，乌克兰及俄罗斯说唱歌手。[62]
- 阿齐姆赞·阿斯卡罗夫（英语：Azimzhan Askarov），69岁，吉尔吉斯斯坦记者、乌兹别克族人权活动家，死于肺炎。[63]
- 若泽·门托（英语：José Mentor），71歲，巴西律師、政治人物，眾議員（2003年－2019年），死於2019冠狀病毒病。[64]
- 彼得·格林（英語：Peter Green），73歲，英國搖滾樂吉他手。搖滾樂團佛利伍麥克（Fleetwood Mac）創團成員。1998年入選搖滾名人堂和榮獲全英音樂獎傑出音樂貢獻獎。《滾石》雜誌百大吉他手評為第58名。[65]
- 陶本一，79岁，中国语文教育工作者，上海师范大学原副校长，山西师范大学原校长。[66]
- 肯热加利·萨加季耶夫，82岁，哈萨克斯坦经济学家，国家科学院主席（1994年－1996年），死于2019冠状病毒病。[67]
- 約翰·薩克森（英語：John Saxon），83歲，意大利裔美國男演員。曾與李小龙合作演出《龍爭虎鬥》，死於肺炎[68][69][70]。
- 普飞，86岁，中国彝族作家，云南省作家协会原理事。[71]
- 陆朝儒，96岁，中国抗日战争老兵。[72]

### 24日
- 马星明，65岁，中国足球裁判员，浙江省篮球协会竞赛部长。[73]
- 陈丽妃（英語：Fay Chew Matsuda），71岁，美籍华裔社会工作者，美国华人博物馆馆长（1997年－2006年），死于子宫内膜癌。[74]
- 昆迪·帕亚马（葡萄牙語：Kundi Paihama），75岁，安哥拉政治人物，前国防部长（1999年－2010年）。[75]
- 郑守仁，80岁，中国水利水电工程专家，中国工程院院士。[76]
- 本杰明·姆卡帕（英語：Benjamin Mkapa），81歲，坦尚尼亞政治人物，前總統（1995年－2005年）。[77]
- 尼娜·安德烈耶娃（俄語：Нина Андреева），81岁，苏联及俄罗斯政治人物，全联盟共产党布尔什维克总书记（1991年起）。[78]
- 范漂，83岁，中国新闻工作者，原山西日报社常务副总编辑。[79]
- 克洛德-热拉尔·马库斯（法語：Claude-Gérard Marcus），86岁，法国政治人物，前法国国民议会议员（1968年－1997年）。[80]
- H·喬治·弗雷德里克森（英語：H. George Frederickson），86歲，美国公共行政学家，曾擔任東華盛頓大學名譽校長，也是《公共行政研究與理論雜誌（英语：Journal of Public Administration Research and Theory）》的編者之一。[81]
- 王天增，88岁，中国政治人物，原天津市人民政府食品工业办公室主任。[82]
- 雷吉斯·菲爾賓（英語：Regis Philbin），88歲，美國電視節目主持人，「百萬富翁」美國版第一代主持，金氏世界紀錄鏡頭前最長曝光時間保持者。[83]
- 赵万夫，92岁，中国军事人物，原第40军政治委员。[84]

### 23日
- 黄西林，87岁，中国政治人物，原广西壮族自治区供销合作社副主任。[85]
- 李传华，87岁，中国政治人物，原中共中央党史研究室副主任。[86]
- 小西正一（日語：小西 正一），87岁，日本神经行为学家，美国加州理工學院教授。[87]
- 尼古拉·莫伊谢耶夫（俄語：Николай Моисеев），90岁，俄罗斯林学家，俄罗斯科学院院士。[88]
- 賈桂琳·努南（英語：Jacqueline Noonan），91岁，美国小儿心脏科医师。[89]
- 蔡贵明，98岁，中国政治人物，原新疆维吾尔自治区环境保护科学研究所所长。[90]

### 22日
- 陈蕴茜，55岁，中国历史学家，南京大学教授。[91]
- 向希雄，59岁，中国儿科专家，湖北中医药大学教授。[92]
- 贾振祥，75岁，中国书法家，西泠印社社员。[93]
- 段维义，84岁，中国政治人物，成都市人大常委会原主任。[94]
- 韦泽民，87岁，中国逻辑学家，中南财经政法大学教授。[95]
- 冯友松，93岁，中国政治人物，辽宁省人大常委会原副主任。[96]
- 芮春浩（韓語：예춘호），93岁，韩国政治人物，前国会议员、总统高级顾问。[97]
- 乔安·费曼（英語：Joan Feynman），93岁，美国天体物理学家。[98]

### 21日
- 王昊，52岁，中国古代词学研究学者，吉林大学文学院教授。[99]
- 李百齡，68歲，香港電影導演及編劇。[100]
- 弘田三枝子（日語：弘田 三枝子），73岁，日本歌手。[101]
- 山本宽斋（日語：山本 寛斎），76歲，日本時裝設計師；女演員山本未來生父；死於急性骨髓性白血病。[102]
- 陈继续，86岁，中国小提琴演奏家、教育家，天津音乐学院原副院长。[103]
- 李吉均，87岁，中国地理学家、地貌学家，中国科学院院士，兰州大学教授。[104]
- 邵宝殿，90岁，中国军事人物，原白城守备区司令员。[105]
- 安德魯·姆蘭吉尼（英语：Andrew Mlangeni），95歲，南非政治活動家和反種族隔離運動家。[106]
- 杨国庆，96岁，中国政治人物，原广东省顾问委员会委员、广东省建设委员会主任。[107]
- 宋金祚（韓語：송금조），96岁，韩国企业家、慈善家。[108]
- 弗朗西斯科·罗德里格斯·阿德拉多斯（西班牙語：Francisco Rodríguez Adrados），98岁，西班牙语言学家，西班牙皇家语言学院院士。[109]

### 20日
- 王蔚，45岁，中国企业人物，青岛海尔生物医疗股份有限公司董事。[110]
- 马军，62岁，中国画家，中央国家机关美术家协会名誉主席。[111]
- 武乐斌，69岁，中国医学影像专家，山东省医学影像学研究所原所长、主任医师、教授。[112]
- 道格·罗杰斯（英語：Doug Rogers），79岁，加拿大柔道运动员。[113]
- 隆娜·迪布凯（英语：Lone Dybkjær），80歲，丹麥政治人物，環境部長（1988年－1990年）。死於癌症。[114]
- 维克托·奇日科夫（俄語：Виктор Чижиков），84岁，俄罗斯儿童图书插画家，1980年莫斯科奥运会吉祥物米沙熊设计者。[115]
- 陈扬骥，84岁，中国土木工程专家，同济大学教授。[116]
- 朱蓓芬，86岁，中国政治人物，江西省九江市科学技术协会原主席。[117]
- 李鸿文，90岁，中国历史学家，东北师范大学教授。[118]
- 赵玉明，91岁，中国单弦表演艺术家。[119]

### 19日
- 赖宝（本名：杨晓星），39岁，中国作家，网络写手，死於心肌梗塞。[120]
- 徐国义，50岁，中国游泳教练，死於脑癌。[121]
- 尼古拉·塔纳耶夫，74岁，吉尔吉斯斯坦政治人物，前总理（2002年－2005年）。[122]
- 苏丹·哈希姆·艾哈迈德·塔伊（阿拉伯語：سلطان هاشم أحمد الطائي），76歲，伊拉克軍官、戰爭犯，國防部長（1995年－2003年）。死於心臟病。[123]
- 李桂荣，79岁，中国企业家，原高密化纤厂厂长，全国劳动模范。[124]
- 沙巴迪·佐科·达莫诺，80歲，印度尼西亞詩人，印度尼西亞抒情詩創始人之一。[125]
- 塞义杜·迪亚拉（法語：Seydou Diarra），86歲，象牙海岸政治人物，前總理（2000年、2003年－2005年）。[126]
- 郑雪来，94岁，中国电影理论家、翻译家，中国艺术研究院影视研究所研究员，第七、八届全国政协委员。[127]

### 18日
- 三浦春馬（日語：三浦 春馬），30歲，日本男演員。自缢而死。[128]
- 杰比·塞巴斯蒂安（英语：Jaybee Sebastian），40歲，菲律賓罪犯，死於2019冠狀病毒病。[129]
- 张棉，41岁，中国法官，浙江省杭州市中级人民法院知识产权审判庭副庭长。[130]
- 恩里克·苏亚雷斯·达科斯塔（英语：Henrique Soares da Costa），57歲，巴西籍天主教教士，天主教帕爾馬里斯教區總主教（2014年起），死於2019冠狀病毒病。[131]
- 查尔斯·布克科（英语：Charles Bukeko），58歲，肯尼亚演員，死於2019冠狀病毒病。[132]
- 吕纯晖，64岁，中国小说家、散文家，福建省文学院原院长。[133]
- 基斯·索尼尔（英語：Keith Sonnier），78岁，美国雕塑家。[134]
- 胡安·马塞（西班牙語：Juan Marsé），87岁，西班牙小说家。[135]
- 周席珍，87岁，中国政治人物，原襄阳县人民政府副县长。[136]
- 曾善庆，88岁，中国旅美画家，原清华大学建筑学院美术教师。[137]
- 黄建谟，88岁，中国对外贸易工作者，原中国丝绸进出口总公司总经理。[138]
- 刘新增，90岁，中国人民解放军中将，原广州军区副政治委员兼纪委书记。[139]
- 翁永庆，97岁，中国期刊管理工作者，中华医学会杂志社创始人。[140]

### 17日
- 叶卡捷琳娜·亚历山德罗夫斯卡娅（俄語：Екатерина Александровская），20歲，俄羅斯花樣滑冰運動員（代表澳大利亞），在莫斯科墜樓身亡。[141]
- 申长友，51岁，中国政治人物，山东省人民政府秘书长。[142]
- 谢思田，53岁，中国法语翻译理论学者，对外经济贸易大学外语学院副教授。[143]
- 安热拉·冯·诺瓦孔斯基（英语：Angela von Nowakonski），67歲，巴西醫生，死於2019冠狀病毒病。[144]
- 迈克尔·希尔弗斯坦（英語：Michael Silverstein），74岁，美国语言学家。[145]
- 郭成志，75岁，中国政治人物，第八至十一届全国人大代表，全国劳动模范。[146]
- 若泽·保罗·德·安德拉德（英语：José Paulo de Andrade），78歲，巴西記者，死於慢性阻塞性肺病的併發症及2019冠狀病毒病。[147]
- 李英杰，79岁，中国摄影家，河北省摄影家协会原主席，中国摄影家协会原常务理事。[148]
- 約翰·路易斯（英語：John Lewis），80歲，美國政治人物，聯邦眾議院喬治亞州第五國會選區（英语：Georgia's 5th congressional district）議員（1987年－2020年）、黑人民權領袖，死於胰臟癌。[149]
- 澤農·格羅霍勒夫斯基（英语：Zenon Grocholewski），80歲，波蘭籍樞機主教，羅馬教廷教育部部長（1999年－2015年）。[150]
- 严光鉴，81岁，中国农业科学家，原浙江农业大学副校长。[151]
- 庄善裕，84岁，中国民商法学家、教育家，华侨大学原校长（1993年－1999年）。[152]
- 康吉瓦拉姆·斯里蘭加查里·塞沙德里（英語：Conjeevaram Srirangachari Seshadri），88岁，印度数学家。[153]
- 朱绍元，92岁，中国教育管理工作者，原重庆建筑专科学校党委副书记。[154]
- 詹姆斯·I·巴刻（英語：James I. Packer），93歲，加拿大基督教神學家，《認識神》作者。[155]
- 段镇坤，97岁，中国社会科学家，天津社会科学院原院长。[156]

### 16日
- 李建群，63岁，中国演员、服装设计师。[157]
- 维克托·维克托（英语：Víctor Víctor），71歲，多明尼加原創歌手、吉他手，死於2019冠狀病毒病。[158]
- 尼拉·萨蒂亚纳拉扬（英语：Neela Satyanarayanan），72歲，印度作家、公職人員，死於2019冠狀病毒病。[159]
- 谭新伦，78岁，中国环保工作者，深圳市宝安区环保局局长。[160]
- 杨庆华，81岁，中国对外汉语工作者，北京语言大学校长（1989年－1999年）。[161]
- 卡尔·海因里希·考夫霍尔德（德語：Karl Heinrich Kaufhold），87岁，德国历史学家，哥廷根大学教授。[162]
- 佟铭，89岁，中国心血管病专家，北部战区总医院主任医师。[163]
- 梅森·加夫尼（英語：Mason Gaffney），96岁，美国经济学家，加利福尼亚大学河滨分校教授。[164]
- 张彩，100岁，中国政治人物，原辽宁省物价局副局长。[165]
- 周退密，106岁，中国文史学家、书法家，上海市文史研究馆馆员。[166]
- 2020年中華民國陸軍漢光演習直升機事故殉難者：[167]
  - 簡任專，中華民國陸軍少校（追晉中校），直升機正駕駛。
  - 高嘉隆，中華民國陸軍上尉（追晉少校），直升機副駕駛。
- 科尼利厄斯·姆瓦爾旺達（英语：Cornelius Mwalwanda），年齡不詳，馬拉威政治人物，財政與發展規劃部副部長、國民議會議員，死於2019冠狀病毒病。[168]

### 15日
- 科斯曼·埃特穆哈梅多夫，56歲，哈萨克斯坦政治人物，图尔克斯坦州第一副州长，死于2019年冠狀病毒病。[169]
- 莫哈末古赛里，59岁，马来西亚政治人物，霹雳州议会仕林议员。[170]
- 欧金尼奥·斯卡尔佩利尼（英语：Eugenio Scarpellini），66歲，義大利籍天主教教士，天主教阿爾托教區助理主教（2010年－2013年）、主教（2013年起），死於2019冠狀病毒病。[171]
- 托克·塔拉吉爵士，69歲，紐埃政治人物，總理（2008年－2020年）。[172]
- 商玉生，80岁，中国民间公益活动家，原中国科学基金研究会秘书长。[173]
- 罗兰·布莱腾巴赫（德語：Roland Breitenbach），84岁，德国罗马天主教神父。[174]
- 阿米娜马洛芙，86歲，馬來西亞警察，该国歷史上第一位女性警務人員。[175]
- 高尔森，90岁，中国国际经济法学家，南开大学法学院教授。[176]
- 蔡文甫，93歲，臺灣圖書出版業者、小說家，九歌出版社創辦人。[177]
- 黄澄如，94岁，中国小儿泌尿外科专家，首都医科大学附属北京儿童医院教授。[178]
- 刘存信，94岁，中国人民解放军空军中将，原沈阳军区空军政治委员。[179]

### 14日
- 托盧洛普·阿羅提莉（英語：Tolulope Arotile），24岁，尼日利亚空军飞官。[180]
- 丹尼爾·路易斯·李（英语：Daniel Lewis Lee），47歲，美國白人至上主義者、死刑犯，1996年3項謀殺罪，罪成被判執行注射死刑。[181]
- 巴赫特·库尔曼巴耶夫，49岁，哈萨克斯坦軍官，軍階少将，国防部副部长（2019年起），死於2019冠狀病毒病。[182]
- 穆罕默德·穆海米努尔·伊斯兰（英语：Muhammad Mohaiminul Islam），78歲，孟加拉國軍官，海軍參謀長（1991年－1995年），死於2019冠狀病毒病。[183]
- 史蒂芬·萨斯曼（英语：Stephen Susman），79歲，美國律師，死於2019冠狀病毒病。[184]
- 凯撒·科罗连科（英语：Caesar Korolenko），86歲，俄羅斯精神科醫生，死於2019冠狀病毒病。[185]
- 阿达莱特·阿阿奥卢（英语：Adalet Ağaoğlu），90歲，土耳其小說家、劇作家，20世紀土耳其文學最重要的小說家之一，死於多重器官衰竭。[186]

### 13日
- 素恩，28岁，南韓直播平台AfreecaTV直播主，自殺身亡。[187]
- 娜婭·里維拉（英語：Naya Rivera），33歲，美國女演員（遺體發現日期）。[188]
- 格蘭·今原（英語：Grant Imahara），49歲，美籍日裔電子和遙控工程專家，知名於探索頻道的節目流言終結者的固定班底。死於腦動脈瘤。[189]
- 項仲為，54歲，台灣音樂人，流感引發肺炎病逝[190]。
- 津齐·曼德拉-赫隆瓦内（英語：Zindzi Mandela-Hlongwane），59岁，南非政治人物、外交官，驻丹麦大使（2014年起）。南非首任總統納爾遜·曼德拉和第2任妻子溫妮·馬迪基澤拉-曼德拉的小女兒。[191]
- 哈桑·艾哈迈德·卢奇（英语：Hasan al-Lawzi），68歲，葉門作家、政治人物，代總理（2011年），死於2019冠狀病毒病。[192]
- 努尔·伊斯兰·巴布尔（英语：Nurul Islam Babul），74歲，孟加拉國商人，死於2019冠狀病毒病。[193]
- 加彌祿·羅倫佐-伊格萊西亞斯（英语：Camilo Lorenzo Iglesias），79岁，西班牙罗马天主教教士，天主教阿斯托加教區主教（1995年－2015年）。[194]
- 尚明珠，80岁，中国京剧演员。[195]
- 李子贤，81岁，中国民俗学家，云南大学教授。[196]
- 李志，87岁，中国作家、诗人，洛阳市作家协会原主席。[197]
- 热拉尔多·茹拉西·坎佩洛·莱特（英语：Gerardo Juraci Campelo Leite），88歲，巴西政治人物，皮奧伊州議員（1983年－1991年、1995年－2015年），死於2019冠狀病毒病。[198]
- 张华国，90岁，中国政治人物，原天津市经济委员会主任。[199]
- 曾毅，91岁，中国病毒学家，中国科学院院士。[200]
- 吴燃，92岁，中国版画家，天津画院专业画家。[201]
- 惠振忠，93岁，中国政治人物，原天津市东丽区政协主席。[202]
- 路易斯·阿里亚斯·格拉西亚尼（西班牙語：Luis Arias Graziani），94岁，秘鲁政治人物，前航空部长（1978年－1980年）、商业部长（1974年－1977年），死于2019冠状病毒病。[203]
- 夏天泰，99岁，中国军事人物，原舟嵊要塞区司令员。[204]
- 陈杏，101岁，中国政治人物，原海南盐务局副局长。[205]

### 12日
- 鄭仁峰（韓語：정인봉），52歲，韓國電影導演。在首爾清溪山病發身亡。[206]
- 凯莉·普雷斯顿（英語：Kelly Preston），57歲，美國女演員。死於乳癌。[207]
- 阿尔弗雷德·姆齐（英语：Alfred Mtsi），69歲，南非政治人物，布法羅大都會自治市市長（2015年－2016年），死於2019冠狀病毒病。[208]
- 茱蒂·戴伯（英语：Judy Dyble），71歲，英國創作歌手，為樂團費爾波特協定（英语：Fairport Convention）和商人霍恩（英语：Trader Horne (band)）的成員，肺癌病逝。[209]
- 哈桑·阿布夏·法拉赫（英语：Hassan Abshir Farah），75歲，索馬利亞政治人物，總理（2001年－2003年）、議員（2012年起）。[210]
- 格奥尔基·孔德拉季耶夫（俄語：Георгий Кондратьев），75岁，苏联及俄罗斯军事人物，上将（1992年），俄罗斯联邦国防部副部长（1992年－1995年）。[211]
- 乔安娜·柯尔（英語：Joanna Cole），75岁，美国儿童文学作家，代表作《神奇校车》系列。[212]
- 叙奇·拉约什（匈牙利語：Szűcs Lajos），76岁，匈牙利足球运动员。[213]
- 雷蒙多·卡佩蒂略（英语：Raymundo Capetillo），76歲，墨西哥演員，死於2019冠狀病毒病。[214]
- 内尔逊·梅乌雷尔（英语：Nelson Meurer），77歲，巴西政治人物，弗朗西斯科貝爾特朗市長（1989年－1993年）、眾議員（1995年－2018年），死於2019冠狀病毒病。[215]
- 苏宝库，79岁，中国数字控制专家，哈尔滨工业大学航天学院教授。[216]
- 刘振球，79岁，中国作曲家，湖南省音乐家协会副主席。[217]
- 刘石民，79岁，中国政治人物，陕西省政协副主席（2003年－2008年），第十届全国政协委员（2003年－2008年）。[218]
- 李镇瀛，85岁，中国政治人物，中共江蘇省常州市委统战部部长（1985年－1998年），常州市政协副主席（1993年－1998年）。[219]
- 史景泉，94岁，中国病理学家，陆军军医大学教授。[220]
- 金业勤，95岁，中国杂技演员。[221]
- 趙欽，97歲，台灣軍人，空軍黑蝙蝠34中隊長。[222]
- 穆罕默德·哈希（英语：Mohamed Hashi），年齡不詳，邦特蘭總統（2004年－2005年）。[223]

### 11日
- 李越，55岁，中国企业人物，四川省能源投资集团有限责任公司副总经理。[224]
- 孙力，60岁，中国气象工作者，吉林省气象学会理事长，吉林省气象局副局长。[225]
- 王南林，63岁，中国教育管理工作者，南开大学环境科学与工程学院党委书记（2003年－2017年）。[226]
- 谷继承，70岁，中国农牧业工作者，原中国饲料工业协会秘书长、中国奶业协会原副会长兼秘书长。[227]
- 梁立人，71歲，香港資深傳媒人[228][229][230]。
- 瓦西里·科洛图沙（俄語：Василий Колотуша），79岁，苏联及俄罗斯外交官，苏联驻黎巴嫩大使（1986年－1990年），俄罗斯驻摩洛哥大使（1992年－1999年）。[231]
- 陈宏群，79岁，中国体操运动员、教练员。[232]
- 松尾良彦（日語：松尾 良彦），86岁，日本汽车设计师。[233][234]
- 陸庭諭，90岁，马来西亚華教鬥士，馬來西亞華校教師會總會前副主席、林連玉基金前主席。[235]
- 林武烈，94岁，马来西亚动物学家。[236]
- 朱自存，97岁，马来西亚报业人物，《南洋商报》前总编辑。[237]

### 10日
- 鷹野日南，20歲，日本女歌手，少女團體《KissBee》成員[238][239][240]。
- 拉拉·范雷芬（荷蘭語：Lara van Ruijven），27歲，荷蘭短道速滑運動員，平昌冬奧短道速滑女子3000公尺接力銅牌得主。[241]
- 顾炬，56岁，中国政治人物，国家税务总局原副局长（2015年－2018年）。[242]
- 康奇·费伦茨（英语：Ferenc Koncz），60歲，匈牙利政治人物，國民議會議員（1998年－2002年、2004年－2006年、2010年－2014年、2018年起）、賽倫奇市市長（2010年－2018年），死於車禍。[243]
- 籃瑪烈（英語：Joy Margaret Randall），77歲，加拿大護理師、長老教會宣教師，長年在臺灣彰化基督教醫院奉獻，獲第十屆醫療奉獻獎。[244]
- 科拉·迪尔克森（英语：Corra Dirksen），82歲，南非橄欖球運動員，死於2019冠狀病毒病。[245]
- 皮雄飞，82岁，中国政治人物，原咸宁地委委员、政法委书记。[246]
- 杨耀坤，83岁，中国历史学家，四川大学教授。[247]
- 吴振云，83岁，中国心理学家，中国科学院心理研究所研究员、原生理心理和医学心理研究室主任。[248]
- 杰克·查尔顿（英語：Jack Charlton），85歲，英格蘭足球運動員，1966年國際足協世界盃冠軍隊成員。[249]
- 埃德·怀尔德（英語：Ed Wild），85岁，加拿大篮球运动员。[250]
- 陶什·欧尔高（匈牙利語：Tass Olga），91岁，匈牙利体操运动员。[251]
- 地村保（日語：地村 保），93歲，日本人，北朝鮮綁架被害者家族聯絡會代表，被朝鮮綁架的日本人地村保志之生父。誤咽導致的吸入性肺炎而死。[252]
- 米洛什·雅克什（捷克語：Miloš Jakeš），97岁，捷克政治人物，前捷克斯洛伐克共产党中央委员会总书记。[253]
- 白善燁（韓語：백선엽），99歲，韓國陸軍上將、外交官、政治人物，聯合參謀本部議長（1957年－1960年）、駐中華民國大使（1960年－1961年），交通部部長（1969年－1971年）。[254]

### 9日
- 安东尼奥·克拉斯特耶夫，59岁，保加利亚前超重量级举重运动员。[255]
- 朴元淳（韓語：박원순），64岁，韩国政治人物，首尔特别市市长（2011年起），自杀。[256]
- 薩哈拉·卡通（英语：Sahara Khatun），77歲，孟加拉政治人物，郵電和信息技術部長（2012年－2013年）、國民議會議員（2009年起）。[257]
- 郑裕明，87岁，中国政治人物，原宁波市政协秘书长。[258]
- 曹志忠，88岁，中国政治人物，原广州市航运总公司党委书记。[259]
- 何清谷，90岁，中国历史学家，陕西师范大学教授。[260]
- 童秉纲，92岁，中国流体力学家，中国科学院大学教授，中国科学院院士。[261]
- 经晓道，94岁，中国政治人物，广西壮族自治区人大财政经济委员会原副主任委员，原自治区物价局局长。[262]
- 施振，106岁，中国政治人物，廣東省广州市人民政府原副秘书长。[263]
- 馬建國，年齡不詳，中華人民共和國死刑犯，2020年2月6日故意杀害两名疫情防控工作人员被判執行注射死刑。[264]

### 8日
- 亚历克斯·普林（英語：Alex Pullin），32歲，澳大利亞滑雪運動員，世界單板滑雪錦標賽冠軍（2011年、2013年），捕魚溺斃。[265]
- 里卡多·姆坦布（英语：Ricardo Mthembu），50歲，南非政治人物，斯坦格市長（2011年－2019年），死於2019冠狀病毒病。[266]
- 芬恩·克里斯蒂安·亚格（挪威語：Finn Christian Jagge），54岁，挪威高山滑雪运动员。[267]
- 蒙汉，55岁，中国政治人物，湖南省怀化市人大常委会副主任、中共溆浦县委书记。[268]
- 诺洛伊索·桑迪勒（英语：Noloyiso Sandile），56歲，南非祖魯王室攝政，死於2019冠狀病毒病。[269]
- 廖明国，58岁，中国政治人物，中共湖北省荆门市委秘书长，坠楼身亡。[270]
- 阿馬杜·戈恩·庫里巴利（法語：Amadou Gon Coulibaly），61歲，象牙海岸政治人物，總統府秘書長（2011年－2017年）、總理（2017年起）。[271]
- 屠明非，63岁，中国摄影师，北京电影学院教授。[272]
- 马莱内·卡琴·西奇（英语：Marlene Catzín Cih），66歲，墨西哥政治人物，麥克斯卡努市市長（1994年－1995年、2010年－2012年、2018年起），死於2019冠狀病毒病。[273]
- 任家蓁，67岁，中国画家，湖南师范大学美术学院教授。[274]
- 黃以靜，72岁，美籍華裔分子生物学家，台灣中央研究院第20屆院士，死于肺炎。[275]
- 徐杰，年龄不详，中国排球教练员，原中国女子排球国家队教练。[276]

### 7日
- 徐征，42岁，中国国际象棋体育记者。[277]
- 江勝昌，56歲，台灣企業家，微星科技總經理暨執行長，墜樓身亡。[278]
- 欽內拜·圖爾松別科夫（英语：Chynybaĭ Tursunbekov），59歲，吉爾吉斯政治人物，企業家聯盟主席（1997年－2010年）、最高議會議長（2016年－2017年）。死於肺炎。[279]
- 亨利·詹森（英語：Henry Jansen），64岁，南非政治人物，西開普省兰格堡市长，死於2019冠狀病毒病。[280][281]
- 埃尔南·阿莱曼（英语：Hernán Alemán (politician)），65歲，委內瑞拉政治人物，國會議員（自2011年起）、卡維馬斯市長（1989年－1996年、2000年－2008年），死於2019冠狀病毒病。[282]
- 王家范，82岁，中国历史学家，华东师范大学终身教授。[283]
- 朴在玉（朝鲜语：박재옥），84岁，韩国公众人物，韩国前总统朴正熙和第一任妻子金好南所生的唯一长女。[284]
- 安在求（朝鲜语：안재구），87歲，韓國數學家。[285]
- 王明健，87岁，中国燃料工程师，原解放军基建工程兵部队高级工程师。[286]
- 陈见宾，90岁，中国政治人物，中国人民银行杭州中心支行原总稽核。[287]

### 6日
- 戈登·克迦基尔维（英语：Gordon Kegakilwe），53歲，南非政治人物，死於2019冠狀病毒病。[288]
- 伊努瓦·阿卜杜勒卡迪尔（英语：Inuwa Abdulkadir），54歲，奈及利亞政治人物，死於2019冠狀病毒病。[289]
- 羅薩里奧·布萊法里（西班牙语：Rosario Bléfari），54歲，阿根廷歌手，死於癌症。[290]
- 胡利奧·希門尼斯（西班牙语：Julio Jiménez Llanque），55歲，玻利維亞政治人物，眾議員（2015年起），第一位死於2019冠狀病毒病的玻利維亞國會議員。[291]
- 玛丽·凯·勒图尔诺（英語：Mary Kay Letourneau），58岁，美国女教师，儿童强奸罪犯。[292]
- 苏雷什·阿蒙卡尔（英语：Suresh Amonkar），68歲，印度政治人物，果阿邦議員（2012年－2017年），死於2019冠狀病毒病。[293]
- 米哈乌·博罗夫斯基（波兰语：Michał Borowski），70歲，波蘭建築師，華沙首都首席建築師（2003年－2006年）、國家體育中心主席（2007年－2008年）。[294]
- 佐兰·斯托伊科维奇，73岁，塞尔维亚政治人物，前司法部长（2004年－2007年）。[295]
- 舒昌善，80岁，中国德语文学翻译家，北京师范大学教授。[296]
- 宗像隆幸（日語：宗像 隆幸），84歲，日本人，台灣獨立運動家。[297]
- 罗纳德·葛立恒（英語：Ronald Graham），84岁，美国数学家，美国数学学会主席（1993年－1994年），葛立恆數提出者。[298]
- 宋金升，87岁，中国政治人物，中国农工民主党中央委员会原副主席，第九、十届全国政协常委。[299]
- 恩尼奥·莫里科内（義大利語：Ennio Morricone），91歲，義大利作曲家，曾贏得奥斯卡金像奖等多項榮譽，電影界最成功的作曲家之一。[300]

### 5日
- 2020年7月中华民国海军演习事故
  - 蔡博宇，26歲，中華民國海軍陸戰隊上兵（追晉下士），進行聯合登陸作戰操演時載具翻覆，落水不治。[301]
  - 陳志榮，36歲，中華民國海軍陸戰隊上士（追晉三等士官長），進行聯合登陸作戰操演時載具翻覆，落水不治。[302]
  - 楊昌霖，40歲，中華民國海軍教育訓練暨準則發展指揮部少校，聯合登陸作戰操演時載具翻覆事件後，不明原因產生「頸部索溝痕」致命。[302]
- 尼克·科德羅（英语：Nick Cordero），41歲，加拿大演員，曾憑百老匯音樂劇《子彈橫飛百老匯（英语：Bullets Over Broadway (musical)）》而提名東尼獎最佳音樂劇男配角（英语：Tony Award for Best Featured Actor in a Musical），死於2019冠狀病毒病[303][304]。
- 伊斯梅爾·博尼利亞（西班牙语：Ismael Bonilla），41歲，西班牙世界摩托車錦標賽車手，死於賽道事故。[305]
- 王光学，61岁，中国电子科技专家，北京师范大学珠海分校信息技术学院教授。[306]
- 阿亚图拉·杜兰尼（英语：Ayatullah Durrani），64歲，巴基斯坦政治人物，國會議員（2008年－2013年），死於2019冠狀病毒病。[307]
- 马亨德拉·亚达夫（英语：Mahendra Yadav），70歲，印度政治人物，德里議會議員（1998年－2003年），死於2019冠狀病毒病。[308]
- 瓦连京·弗拉索夫（俄語：Валентин Власов），73岁，俄罗斯政治人物、外交官，驻吉尔吉斯斯坦大使（2006年－2012年）。[309]
- 艾哈邁德·卡拉米（阿拉伯語：أحمد كرامي），75歲，黎巴嫩政治人物，國務部長（2011年－2014年）。[310]
- 维利·霍尔多夫（德語：Willi Holdorf），80歲，德國運動員，1964年夏季奧林匹克運動會十項全能金牌、德國奧林匹克體育同盟委員、手球俱樂部THW基爾（英语：THW Kiel）監事會成員。[311]
- 安东尼奥·比瓦尔（英语：Antônio Bivar），81歲，巴西作家、編劇，死於2019冠狀病毒病。[312]
- 拉贾·阿勒卡扎维（英语：Ragaa Al Geddawy），81歲，埃及女演員、模特兒，死於2019冠狀病毒病。[313]
- 李兴昌，81岁，中国科技期刊编辑，中国高校科技期刊研究会原副理事长，《北京农业大学学报》原主编。[314]
- 石原健太郎（日语：石原健太郎），82歲，日本政治人物，原眾議院議員、參議院議員。[315]
- 卢兰琪，88岁，中国作家，山东省作家协会原文学讲习所所长。[316]
- 李朝贵，95岁，中国足球运动员、教练员。[317]

### 4日
- 賽巴斯汀·阿蒂耶（西班牙語：Sebastián Athié），24歲，墨西哥男演員。[318]
- 楊冠玉，57歲，台灣電視劇導演，師從名導王小棣，因血糖過低昏倒休克不治。[319]
- 巴克蒂·查鲁·斯瓦米（英语：Bhakti Charu Swami），74歲，印度精神導師，死於2019冠狀病毒病。[320]
- 安傑洛·法吉亞尼（義大利語：Angelo Fagiani），77歲，義大利神父，天主教卡美日諾-聖塞韋里諾馬爾凱總教區總主教（1997年－2007年）。[321]
- 阿里·范·德·弗利斯（荷兰语：Arie van der Vlis），79歲，荷蘭將軍，國防參謀長（1992年－1994年）。[322]
- 瑪爾塔·羅沙（葡萄牙語：Martha Rocha），83歲，巴西選美皇后，巴西小姐（1954年）、1954年度環球小姐比賽亞軍。[323]
- 刘蓉芳，90岁，中国人，侵华日军慰安妇制度受害幸存者。[324]

### 3日
- 泰森·布倫米特（英语：Tyson Brummett），35歲，前美國職業棒球大聯盟球員，自駕飛機事故身亡。[325]
- 荆永兴，36岁，中国基层足球教练。胃癌。[326]
- 愛米娜·德·克萊蒙-通納爾公主（英语：Hermine de Clermont-Tonnerre），54歲，法國名媛，交通意外。[327]
- 斯科特·厄斯金（英语：Scott Erskine），57歲，美國連環殺手，死於2019冠狀病毒病。[328]
- 王幼清，65岁，中国土木工程专家，哈尔滨工业大学威海校区教授。[329]
- 薩羅傑·汗（英语：Saroj Khan），71岁，印度宝莱坞电影编舞。心搏停止。[330]
- 胡雪邦，73岁，马来西亚华裔政治人物，前森美兰州民主行动党主席、亚沙国会议员。[331]
- 艾米莉·霍威尔·华纳（英語：Emily Howell Warner），80岁，美国民航飞行员。[332]
- 米歇尔·梅朗（法語：Michel Meylan），81岁，法国政治人物，前国民议会议员（1988年－2002年）。[333]
- 程逸汝，81岁，中国儿童文学作家。[334]
- 杨世荣，86岁，中国政治人物，仙桃市政协原副主席。[335]
- 羅慶士，88歲，台灣企業家、客家三行詩之父。[336]
- 阿尔迪科·马尼尼（義大利語：Ardico Magnini），91岁，意大利足球运动员。[337]
- 莎仁，92岁，中国政治人物，内蒙古自治区呼和浩特市妇联原主任。[338]
- 孙安良，95岁，中国教育工作者，原湖南教育学院副院长。[339]
- 林廷佾，100岁，马来西亚教育家，益华学校董事会主席（1995年－2013年）。[340]
- 厄爾·卡麥隆（英语：Earl Cameron），102歲，英國演員，著名作品如電影《倫敦水池（英语：Pool of London (film)）》（1951年）、《鐵金剛勇戰魔鬼黨》（1965年）和《全面啟動》（2010年）。[341]

### 2日
- 范蕴若，24岁，中国围棋职业八段棋手，坠楼身亡。[342]
- 拜倫·伯恩斯坦（英語：Byron Bernstein），31歲，以色列裔美國《魔獸世界》職業電競玩家，自殺。[343]
- 万德莱·马里斯（英语：Wanderley Mariz），79歲，巴西政治人物，眾議員（1975年－1987年），死於2019冠狀病毒病。[344]
- 尼古拉·卡普斯汀（俄語：Николай Капустин），82岁，俄罗斯作曲家。[345]
- 尹三六（英语：Yoon Sam-yook），83岁，韩国影视导演、编剧。[346]
- 许其凤，84岁，中国卫星导航定位专家，中国工程院院士。[347]
- 李燦輝，88歲，香港建築及城市規劃師。香港中文大學建築課程系創系主任。於美國逝世。[348]
- 李宏仁，89岁，中国石版画家，中央美术学院教授。[349]
- 邱創煥，94歲，台灣政治人物，考試院長（1993年－1996年）、台灣省主席（1984年－1990年）、行政院副院長（1981年－1984年）、內政部長（1978年－1981年）。[350]
- 张肃文，95岁，中国电子学家，武汉大学电子信息学院教授。[351]
- 加林娜·佐洛托娃（俄語：Галина Золотова），95岁，苏联及俄罗斯语法学家，俄罗斯联邦功勋科学工作者。[352]
- 陈洁，100岁，中国政治人物，原对外经济贸易部部长代表（1982年－1986年）、对外贸易部副部长（1971年－1982年）。[353]

### 1日
- 克瓦德沃·奥乌苏·阿弗利耶（英語：Kwadwo Owusu Afriyie），62岁，迦納政治人物，林業委員會CEO（2017年起），死於2019冠狀病毒病。[354]
- 鄧衍成，69岁，香港导演。[355]
- 尤永冠，79岁，中国建材工业人物，江苏省建材工业总公司原副总经理。[356]
- 欧里迪塞·莫雷拉（英语：Eurídice Moreira），81歲，巴西政治人物，帕拉伊巴州立法議會議員（1995年－1998年），死於2019冠狀病毒病。[357]
- 埃马纽埃尔·拉库图瓦希尼（英语：Emmanuel Rakotovahiny），81歲，馬達加斯加政治人物，前總理（1995年－1996年）。死於心臟病。[358]
- 刘玉恩，83岁，中国政治人物，铜陵有色公司原总经理，中共铜陵市委原副书记。[359]
- 海因里希·芬克（英语：Heinrich Fink），85岁，德国神学家，柏林洪堡大学原校长。[360]
- 艾達·亨德爾（英語：Ida Haendel），91岁，波兰裔英国小提琴演奏家。[361]
- 叶富荣，92岁，中国政治人物，中共徐州市委组织部原副部长。[362]
- 孙悦贞，92岁，中国物理教育家，哈尔滨工业大学教授。[363]
- 曹志，92岁，中国政治人物，第九届全国人大常委会副委员长（1998年－2003年）。[364]
- 黃明秀（韓語：황명수），93岁，韩国政治人物，第九、十一、十三、十四届国会议员。[365]
- 埃弗頓·韋克斯爵士（英语：Everton Weekes），95歲，巴貝多板球運動員、體育領袖。[366]
- 林默予，96岁，中国电影演员，1989年电影《红楼梦》中贾母的扮演者。[367]
- 严宝瑜，96岁，中国德国文学专家，北京大学外国语学院教授。[368]
- 格奥尔格·拉辛格（英语：Georg Ratzinger），96歲，德國天主教神父，為教宗本篤十六世之兄。[369]
- 休·唐斯（英語：Hugh Downs），99岁，美国电视主持人。[370]